# Saint-Jean-d’Avelanne
Saint-Jean-d’Avelanne ist eine französische Gemeinde mit 979 Einwohnern (Stand: 1. Januar 2022) im Département Isère in der Region Auvergne-Rhône-Alpes. Sie gehört zum Arrondissement La Tour-du-Pin und zum Kanton Chartreuse-Guiers. Die Einwohner werden Fitiliards genannt.

## Geographie
Die Gemeinde Saint-Jean-d’Avelanne liegt in den westlichen Vorbergen der Chartreuse, etwa 15 Kilometer westsüdwestlich von Chambéry. Der Fluss Guiers verläuft an der äußersten nordöstlichen Grenze der Gemeinde und markiert hier auch die Grenze zum Département Savoie. Saint-Jean-d’Avelanne wird umgeben von den Nachbargemeinden Le Pont-de-Beauvoisin im Norden, Domessin im Nordosten, Saint-Albin-de-Vaulserre im Osten, Saint-Martin-de-Vaulserre im Südosten, Velanne im Süden und Südwesten sowie Pressins im Westen. 

## Bevölkerungsentwicklung
| Jahr                       | 1962 | 1968 | 1975 | 1982 | 1990 | 1999 | 2010 | 2021 |
| Einwohner                  | 510  | 543  | 516  | 555  | 609  | 620  | 901  | 979  |
| Quellen: Cassini und INSEE |      |      |      |      |      |      |      |      |

## Sehenswürdigkeiten
- Kirche Saint-Jean-Baptiste
- Schloss Le Mollard-Rond, seit 1998 Monument historique